# Jonathan Zuloaga
Jonathan Zuloaga Contreras (Guayaquil, Ecuador, 25 de abril de 1994) es un futbolista ecuatoriano que actualmente juega como mediocampista para el Football Club Vado de la Serie D (Italia).

## Clubes
| Club      | País   | Año         |
| --------- | ------ | ----------- |
| Sampdoria | Italia | 2011 - 2013 |
| Vado      | Italia | 2013 -      |